# Ford-N-Serie

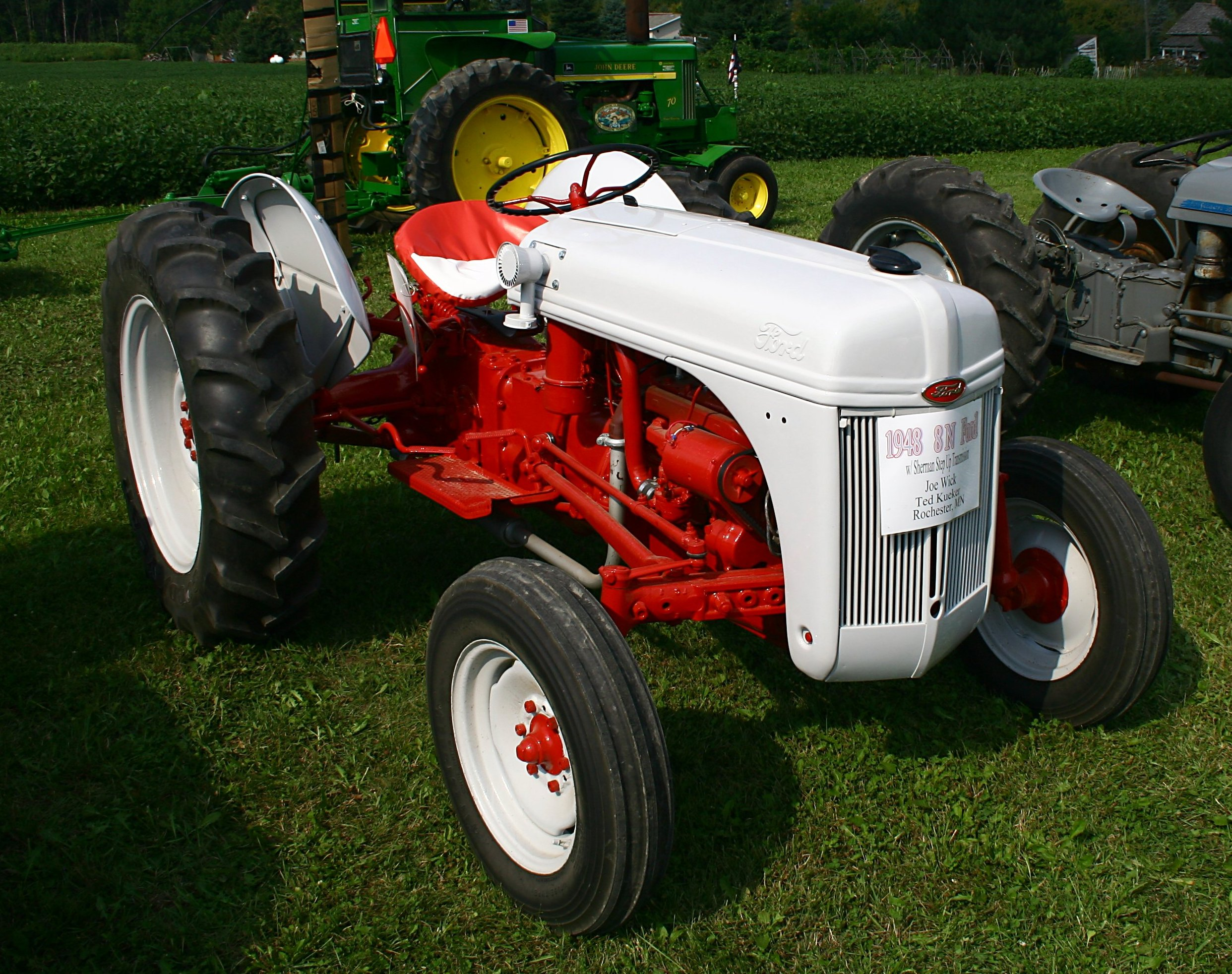
Ford 8N (1948)

Der erste Traktor der Ford-N-Serie war der 9N. Er hatte den ersten Dreipunktanschluss für Anbaugeräte, so wie er heute noch benutzt wird. Dieses System war von Harry Ferguson entwickelt worden; Ferguson trennte sich später von Ford und baute unter dem Namen Ferguson, später wurde das Unternehmen mit Massey-Harris fusioniert und unter Massey Ferguson weitergeführt. Der 9N wurde am 29. Juni 1939 in Dearborn vorgestellt. Er war als Allzwecktraktor für kleinere Bauernhöfe gedacht.
Der 9N wurde öfters überarbeitet und kam schließlich Ende 1941 als Modell 2N heraus. Zu den wichtigsten Verbesserungen gehörten ein größerer Kühlerventilator und ein geschlossenes Kühlsystem. Im Zweiten Weltkrieg musste man Rohstoffe sparen, und so gab es 2N-Traktoren mit Rädern ganz aus Stahl und mit unverkleideten Motoren. Batterien wurden für den Kriegseinsatz benötigt und so gab es die Stahlräder-Traktoren nur mit Magnetzündung. Nach dem Krieg kehrte man zu gummibereiften Rädern und Batteriezündung zurück. Alle 9N und 2N hatten einen Frontverteiler, der schwierig zu warten war.
Die offizielle Produktion des 8N begann 1947. Der wesentliche Unterschied zwischen dem 8N und seinen Vorgängern war das Vierganggetriebe, das das vorherige Dreiganggetriebe ersetzte. Der 8N hatte Trittbretter; seine Motorhaube war grau lackiert und seine Karosserie rot. Die Modelle 9N und 2N waren ganz dunkelgrau und hatten Trittstufen anstatt Trittbretter. Eine seltene Ausführung des 8N war das Modell für die US-Luftwaffe mit einem seitengesteuerten Sechszylindermotor. 1950 bekam der 8N einen seitlich eingebauten Verteiler, der leichter zu warten war. 1952, im letzten Produktionsjahr, bekam der 8N acht Radschrauben an den Hinterrädern anstatt der bisherigen sechs und bessere Bremsen.
Der 8N war das erste Modell, das eine Kupplung auf der linken Seite und unabhängige Bremsen auf der rechten Seite hatte. Einer der Nachteile der Modelle 9N, 2N und 8N war das Fehlen eines hydraulischen Hebesystems. Um ein Anbaugerät anzuheben, musste die Zapfwelle (PTO) laufen. Diese Vorgehensweise machte Schwierigkeiten, wenn z. B. ein Mäher angehoben werden sollte, da die Zapfwelle laufen musste, um die Hydraulikpumpe am Gerät anzutreiben. Im Folgejahr, 1953, brachte Ford im Golden Jubilee den ersten obengesteuerten Motor heraus. Dieser Traktor war auch als NAA Ford bekannt, größer als der 8N und hatte ein hydraulisches Hebesystem.